# Desa Jayalaksana (administrativ by i Indonesien, lat -6,10, long 107,19)
Desa Jayalaksana är en administrativ by i Indonesien.   Den ligger i provinsen Jawa Barat, i den västra delen av landet, 40 km öster om huvudstaden Jakarta.